# Jalandhar
Jalandhar (äldre namnformer Jalandara, Julinder eller Jullundur) är en stad i den indiska delstaten Punjab och är belägen mellan floderna Beas och Sutlej. Den är delstatens tredje största stad och folkmängden uppgick till 862 886 invånare vid folkräkningen 2011, med förorter 874 412 invånare. Jalandhar är administrativ huvudort för ett distrikt med samma namn.
Jalandhar avträddes till britterna genom fördraget i Lahore 1846.